# Fuglsand
Fuglsand (tidligere også Fuglsang) er et inddæmmet område nord for Skjern Ås munding, afgrænset mod nord af Nyå. I østenden af Fuglsand ligger Tanholm, der tidligere var en ø, men vandløbet Piben, der skilte Fuglsand og Tanholm, er i dag stort set vokset til.
|  | Denne artikel om lokaliteten Fuglsand kan blive bedre, hvis der indsættes et (bedre) billede. Du kan hjælpe ved at afsøge Wikimedia Commons for et passende billede eller lægge et op på Wikimedia Commons med en af de tilladte licenser og indsætte det i artiklen. |

55°55′17.93″N 8°23′21.66″Ø / 55.9216472°N 8.3893500°Ø